# 拓跋範
拓跋 範（たくばつ はん、生年不詳 - 444年）は、北魏の皇族。楽安王。

## 経歴
明元帝と慕容夫人のあいだの子として生まれた。422年、楽安王に封ぜられた。太武帝のとき、都督秦雍涇梁益五州諸軍事・衛大将軍・開府儀同三司・長安鎮都大将となって、長安の軍政を任された。寛容で簡明な統治で知られた。444年、劉潔が拓跋丕を擁立しようと計画しているのを知りながら告発せず、事件の発覚後に突然死した。
子の拓跋良は、長安鎮都大将・雍州刺史をつとめ、内都大官となった。

## 伝記資料
- 『魏書』巻17 列伝第5
- 『北史』巻16 列伝第4